# Ben Montgomery
Benjamin „Ben“ Montgomery (* im 20. Jahrhundert in Atlanta) ist ein ehemaliger US-amerikanischer Schiedsrichter im American Football, der von der Saison 1982 bis 2003 in der NFL tätig war. Den überwiegenden Teil seiner Karriere trug er die Uniform mit der Nummer 117.

## Beruflicher Werdegang
Montgomery studierte am Morehouse College in seiner Geburtsstadt Atlanta und spielte zwei Jahre in dessen Football-Team. 1961 erlangte er seinen Abschluss. Er arbeitete lange Zeit im Bildungswesen, so übernahm er unter anderem administrative Aufgaben an öffentlichen Schulen und Einrichtungen der Erwachsenenbildung in Washington, D.C.

## Karriere als Schiedsrichter
Montgomery begann im Jahr 1982 seine NFL-Laufbahn als Line Judge. Zur Saison 1984 wechselte er auf die Position des Umpires, ehe er zur Saison 1992 wieder auf die Position des Line Judges zurückkehrte.
Er war in zwei Super Bowls Line Judge in der Crew unter der Leitung von Hauptschiedsrichter Ed Hochuli: Beim Super Bowl XXXII im Jahr 1998 und beim Super Bowl XXXVIII im Jahr 2004. Zudem war er Umpire im Pro Bowl 1985 in der Crew unter der Leitung von Hauptschiedsrichter Chuck Heberling.
Montgomery wurde im Jahr 2003 mit dem Art McNally Award und im Jahr 2016 mit dem NFLRA Honoree Award ausgezeichnet.